# Grammodes quaesita
Grammodes quaesita là một loài bướm đêm trong họ Erebidae.